# Jean Gayetot
Jean Gayetot (Merbes-le-Château, 11 februari 1926 – Poulseur, 22 maart 2009)  was een Belgisch vakbondsbestuurder voor het ABVV.

## Levensloop
Gayetot doorliep zijn middelbare studies aan het atheneum van Binche en behaalde vervolgens een diploma licenciaat romaanse filologie aan de Universiteit van Luik. Hierop aansluitend ging hij aan de slag als leerkracht.
In 1951 werd hij actief als vakbondsafgevaardigde voor het ACOD, tien jaar later (1961) trad hij toe tot het uitvoerend comité van ACOD-gewest Luik. In 1966 werd hij aangesteld als secretaris van dit ACOD Gewest en in 1972 werd hij - op voorstel van Georges Debunne, nationaal secretaris van het ABVV.
Hij was een van de drijvende krachten achter de oprichting van de intergewestelijken binnen het ABVV en werd tevens de eerste algemeen-secrataris van het Waals ABVV. Vanaf 1987 tot 1989 was hij voorzitter van deze intergewestelijke. Hij was een pleitbezorger van een links front bestaande uit de CSC, FGTB, PS, PC, MOC en Ecolo. Zo was hij een van de oprichters van de 'rassemblement de Coronmeuse'. Tevens speelde hij een belangrijke rol in de strijd tegen de rechtse Regering-Martens V in 1981. Dit verzet leidde tot een nauwe samenwerking met de PS van Guy Spitaels.